# Experimento de Van Helmont

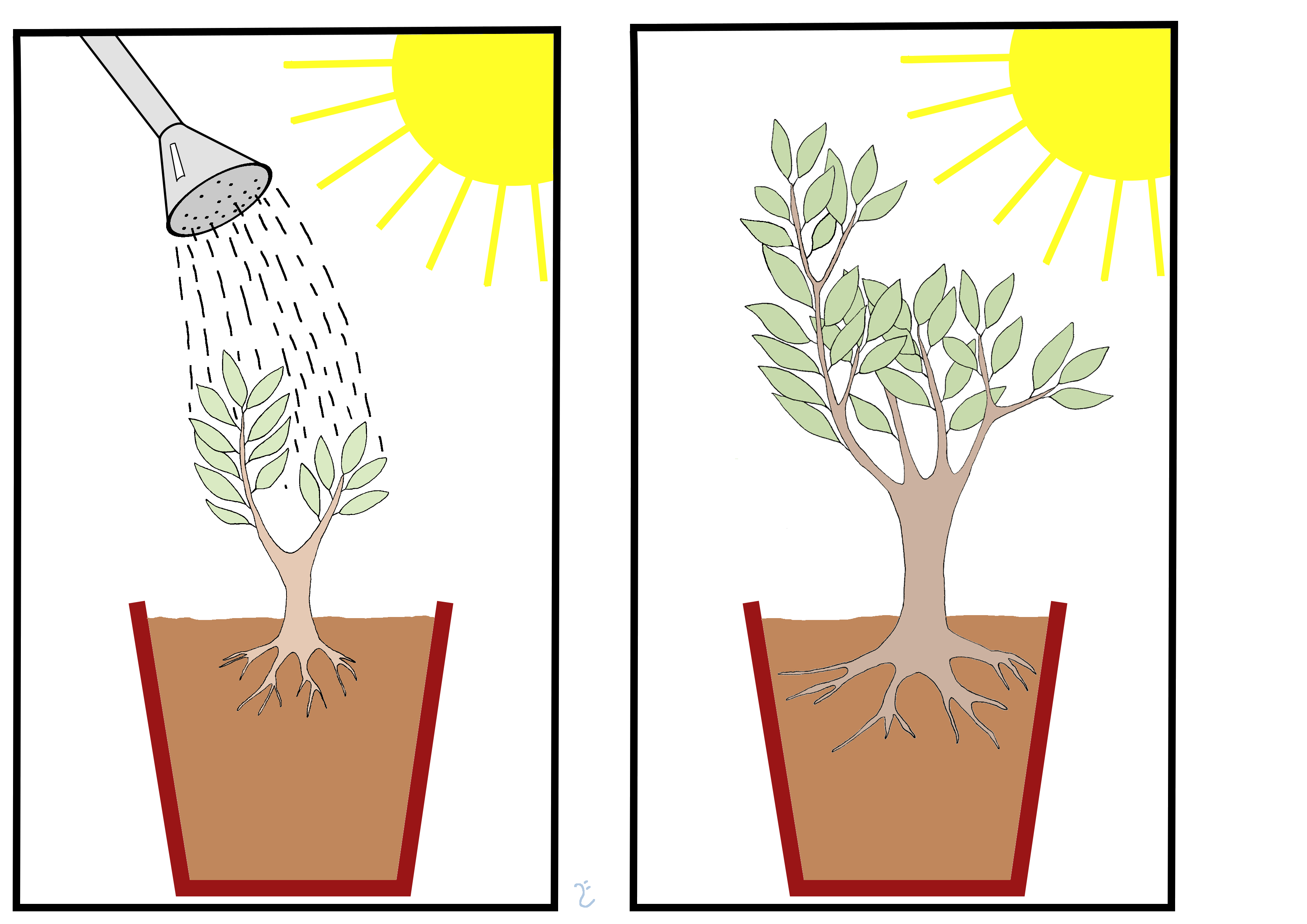
Pesó la cantidad de tierra de un macetero al momento de plantar un árbol y cinco años después.

El experimento de Van Helmont consistió en refutar que las plantas se alimentan desde el suelo, como hasta ese momento se creía. Jan Baptista van Helmont fue un químico, físico, alquimista, médico, y fisiólogo de la región belga de Flandes, quien a principios del siglo XVII realizó uno de los primeros experimentos controlados, que si bien no logró entender la causa del fenómeno descubierto, pudo refutar las teorías vigentes.

Agarré una maceta, puse en su interior 200 libras (90 kg) de tierra que había secado en un horno, la empapé en agua y planté en ella un vástago de sauce que pesaba 5 libras (2,28 kg) Pero la maceta únicamente fue regada con agua de lluvia o (cuando fue necesario) con agua destilada; y era grande (en tamaño) y estaba hundido en la tierra; y para evitar que el polvo del aire de su alrededor se mezclara con la tierra, el borde de la maceta se resguardó, cubriéndose con una lámina de hierro recubierta de estaño y horadada por muchos agujeros. No calculé el peso de las hojas que cayeron en los cuatro otoños. Por último, sequé de nuevo la tierra de la maceta y se encontraron las mismas 200 libras (90 kg) menos unas 2 onzas (56 gramos); por lo tanto, 187 libras (85 kg) de madera, corteza y raíz habían crecido solo del agua.
Jean Baptista van Helmont

La importancia de este experimento descansa en que fue uno de los primeros experimentos controlados. No solo se preocupa por medir todas las variables, sino que también las aísla. Este experimento además era fácilmente replicable.
Puesto que al árbol no obtuvo su masa desde el suelo dejaba abierta la incógnita: ¿de dónde sacaban su materia los vegetales? 
Si bien Van Helmont fue también el descubridor del dióxido de carbono, curiosamente no lo relacionó con la causa del aumento de masa del vegetal. Van Helmont consideraba al aire y al agua como los elementos básicos del universo, y a esta última como el principal constituyente de la materia, por lo que el resultado del experimento le llevó a pensar que probaba su hipótesis de que era el agua lo que se transformaba en la materia. Posteriormente se descubriría la fotosíntesis y el proceso que usan los vegetales para tomar del aire su alimento.